# Aphrastochthonius
Aphrastochthonius es un género de arácnido  del orden Pseudoscorpionida de la familia Chthoniidae.

## Especies
Las especies de este género son:
- Aphrastochthonius alteriae
- Aphrastochthonius cubanus
- Aphrastochthonius grubbsi
- Aphrastochthonius major
- Aphrastochthonius pachysetus
- Aphrastochthonius palmitensis
- Aphrastochthonius parvus
- Aphrastochthonius patei
- Aphrastochthonius pecki
- Aphrastochthonius russelli
- Aphrastochthonius similis
- Aphrastochthonius tenax
- Aphrastochthonius verapazanus